# La Renaudière
La Renaudière est une ancienne commune française située dans le département de Maine-et-Loire, en région Pays de la Loire, devenue le 15 décembre 2015 une commune déléguée au sein de la commune nouvelle de Sèvremoine.

## Géographie
Commune angevine des Mauges, La Renaudière se situe à l'ouest de Saint-Macaire-en-Mauges, sur les routes D 147, Saint-Germain-sur-Moine, et D 146, Roussay - Saint-Philbert-en-Mauges. Cholet se trouve à 15 km au sud-est et Nantes est accessible par la route nationale 249,
Son territoire s'étend sur plus de 21 km2 (2 146 hectares), et son altitude varie de 37 à 111 mètres, pour une altitude moyenne de 74 mètres.

## Histoire
Avant la création des départements, La Renaudière faisait partie des Marches d'Anjou et de Bretagne (évêché de Nantes, autour de Montfaucon).
En 2014, un projet de fusion de l'ensemble des communes de l'intercommunalité se dessine. Le 2 juillet 2015, les conseils municipaux de l'ensemble des communes du territoire communautaire votent la création d'une commune nouvelle baptisée Sèvremoine pour le 15 décembre 2015, dont la création a été officialisée par arrêté préfectoral du 5 octobre 2015.

## Politique et administration

### Administration municipale

#### Administration actuelle
Depuis le 15 décembre 2015, La Renaudière constitue une commune déléguée au sein de la commune nouvelle de Sèvremoine et dispose d'un maire délégué.
| Période                                  | Période  | Identité       | Étiquette | Qualité |
| ---------------------------------------- | -------- | -------------- | --------- | ------- |
| 15 décembre 2015                         | en cours | Hervé Launeau, |           |         |
| Les données manquantes sont à compléter. |          |                |           |         |

#### Administration ancienne
| Période                                  | Période       | Identité               | Étiquette | Qualité |
| ---------------------------------------- | ------------- | ---------------------- | --------- | ------- |
| 1789                                     | 1813          | François Brebion       |           |         |
| 1813                                     | 1830          | René Barraud           |           |         |
| 1830                                     | 1837          | Gillaizeau             |           |         |
| 1837                                     | 1843          | Jean Chiron            |           |         |
| 1843                                     | 1847          | Pierre Hérissé         |           |         |
| 1847                                     | 1852          | Jean Esseul            |           |         |
| 1852                                     | 1855          | Michel Aubron          |           |         |
| 1855                                     | 1861          | René Baudry            |           |         |
| 1861                                     | 1884          | Pierre Brin            |           |         |
| 1884                                     | 1903          | Joseph Billon Bretault |           |         |
| 1903                                     | 1919          | Joseph Bretault        |           |         |
| 1919                                     | 1935          | René Brelle            |           |         |
| 1935                                     | 1945          | Pierre Blanchard       |           |         |
| 1945                                     | 1970          | Victor Chauvière       |           |         |
| 1970                                     | 1983          | Albert Delaunay        |           |         |
| 1983                                     | 1989          | Léon Pohu              |           |         |
| 1989                                     | 2008          | Jean-Luc Supiot        |           |         |
| 2008                                     | décembre 2015 | Didier Huchon          |           |         |
| Les données manquantes sont à compléter. |               |                        |           |         |

### Ancienne situation administrative
La commune est membre en 2015 de la communauté de communes de Moine-et-Sèvre, elle-même membre du syndicat mixte Pays des Mauges. La création de la commune nouvelle de Sèvremoine entraîne sa suppression à la date du 15 décembre 2015, avec transfert de ses compétences à la commune nouvelle.
Jusqu'en 2014, La Renaudière fait partie du canton de Montfaucon-Montigné et de l'arrondissement de Cholet. Dans le cadre de la réforme territoriale, un nouveau découpage territorial pour le département de Maine-et-Loire est défini par le décret du 26 février 2014. La commune est alors rattachée au canton de Saint-Macaire-en-Mauges, avec une entrée en vigueur au renouvellement des assemblées départementales de 2015.

## Population et société

### Évolution démographique
L'évolution du nombre d'habitants est connue à travers les recensements de la population effectués dans la commune depuis 1793. À partir du 1er janvier 2009, les populations légales des communes sont publiées annuellement dans le cadre d'un recensement qui repose désormais sur une collecte d'information annuelle, concernant successivement tous les territoires communaux au cours d'une période de cinq ans. 
Pour les communes de moins de 10 000 habitants, une enquête de recensement portant sur toute la population est réalisée tous les cinq ans, les populations légales des années intermédiaires étant quant à elles estimées par interpolation ou extrapolation. Pour la commune, le premier recensement exhaustif entrant dans le cadre du nouveau dispositif a été réalisé en 2005,.
En 2013, la commune comptait 989 habitants, en évolution de +4,11 % par rapport à 2008 (Maine-et-Loire : +3,3 %, France hors Mayotte : +2,49 %).
| 1793 | 1800 | 1806 | 1821 | 1831 | 1836 | 1841 | 1846 | 1851 |
| ---- | ---- | ---- | ---- | ---- | ---- | ---- | ---- | ---- |
| 952  | 428  | 598  | 669  | 738  | 727  | 762  | 800  | 819  |

| 1856 | 1861 | 1866 | 1872 | 1876 | 1881 | 1886 | 1891 | 1896 |
| ---- | ---- | ---- | ---- | ---- | ---- | ---- | ---- | ---- |
| 842  | 881  | 849  | 822  | 860  | 870  | 875  | 868  | 818  |

| 1901 | 1906 | 1911 | 1921 | 1926 | 1931 | 1936 | 1946 | 1954 |
| ---- | ---- | ---- | ---- | ---- | ---- | ---- | ---- | ---- |
| 791  | 801  | 812  | 768  | 772  | 783  | 754  | 761  | 807  |

| 1962 | 1968 | 1975 | 1982 | 1990 | 1999 | 2005 | 2010 | 2013 |
| ---- | ---- | ---- | ---- | ---- | ---- | ---- | ---- | ---- |
| 835  | 864  | 819  | 772  | 777  | 791  | 963  | 924  | 989  |

### Pyramide des âges
La population de la commune est relativement jeune. Le taux de personnes d'un âge supérieur à 60 ans (17,5 %) est en effet inférieur au taux national (21,8 %) et au taux départemental (21,4 %).
Contrairement aux répartitions nationale et départementale, la population masculine de la commune est supérieure à la population féminine (53,3 % contre 48,7 % au niveau national et 48,9 % au niveau départemental).
La répartition de la population de la commune par tranches d'âge est, en 2008, la suivante :
- 53,3 % d’hommes (0 à 14 ans = 23,8 %, 15 à 29 ans = 20,9 %, 30 à 44 ans = 24,4 %, 45 à 59 ans = 15,4 %, plus de 60 ans = 15,6 %) ;
- 46,7 % de femmes (0 à 14 ans = 21,6 %, 15 à 29 ans = 18,7 %, 30 à 44 ans = 24 %, 45 à 59 ans = 16 %, plus de 60 ans = 19,7 %).

| Hommes | Classe d’âge | Femmes |
| ------ | ------------ | ------ |
| 0,8    | 90 ans ou +  | 0,4    |
| 5,1    | 75 à 89 ans  | 6,4    |
| 9,7    | 60 à 74 ans  | 12,9   |
| 15,4   | 45 à 59 ans  | 16,0   |
| 24,4   | 30 à 44 ans  | 24,0   |
| 20,9   | 15 à 29 ans  | 18,7   |
| 23,8   | 0 à 14 ans   | 21,6   |

| Hommes | Classe d’âge | Femmes |
| ------ | ------------ | ------ |
| 0,4    | 90 ans ou +  | 1,1    |
| 6,3    | 75 à 89 ans  | 9,5    |
| 12,1   | 60 à 74 ans  | 13,1   |
| 20,0   | 45 à 59 ans  | 19,4   |
| 20,3   | 30 à 44 ans  | 19,3   |
| 20,2   | 15 à 29 ans  | 18,9   |
| 20,7   | 0 à 14 ans   | 18,7   |

## Économie
Sur 77 établissements présents sur la commune à fin 2010, 48 % relevaient du secteur de l'agriculture (pour une moyenne de 17 % sur le département), 3 % du secteur de l'industrie, 12 % du secteur de la construction, 34 % de celui du commerce et des services et 4 % du secteur de l'administration et de la santé.

## Culture locale et patrimoine

### Lieux et monuments
Témoins de l'occupation par l'homme au Néolithique, plusieurs menhirs sont visibles sur la commune :
- le menhir du moulin à vent de Normandeau[20] ;
- le menhir dit la pierre levée de Charbonneau[21] ;
- le menhir dit la pierre levée de la Bretaudière[22].

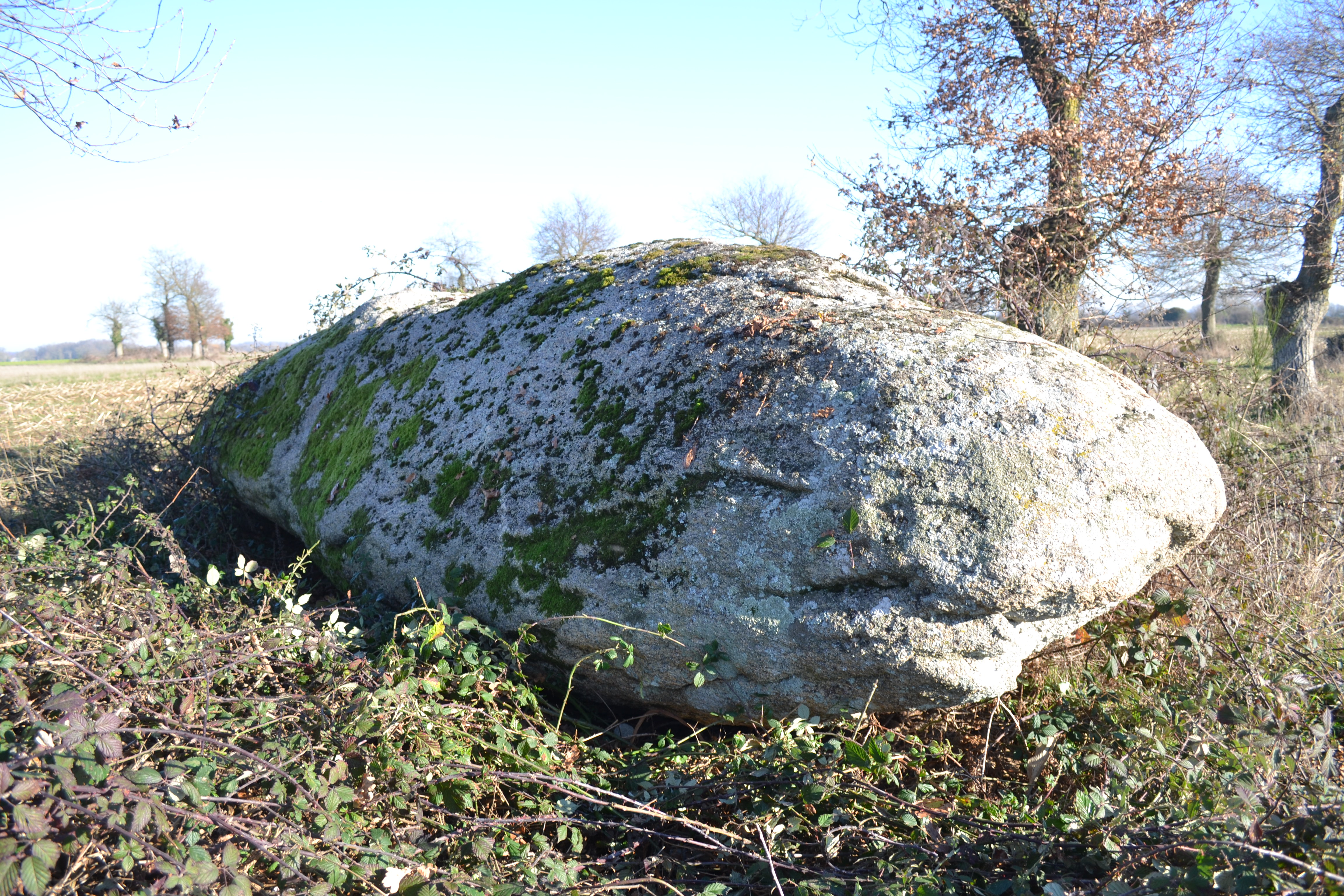
Menhir du moulin à vent de Normandeau.
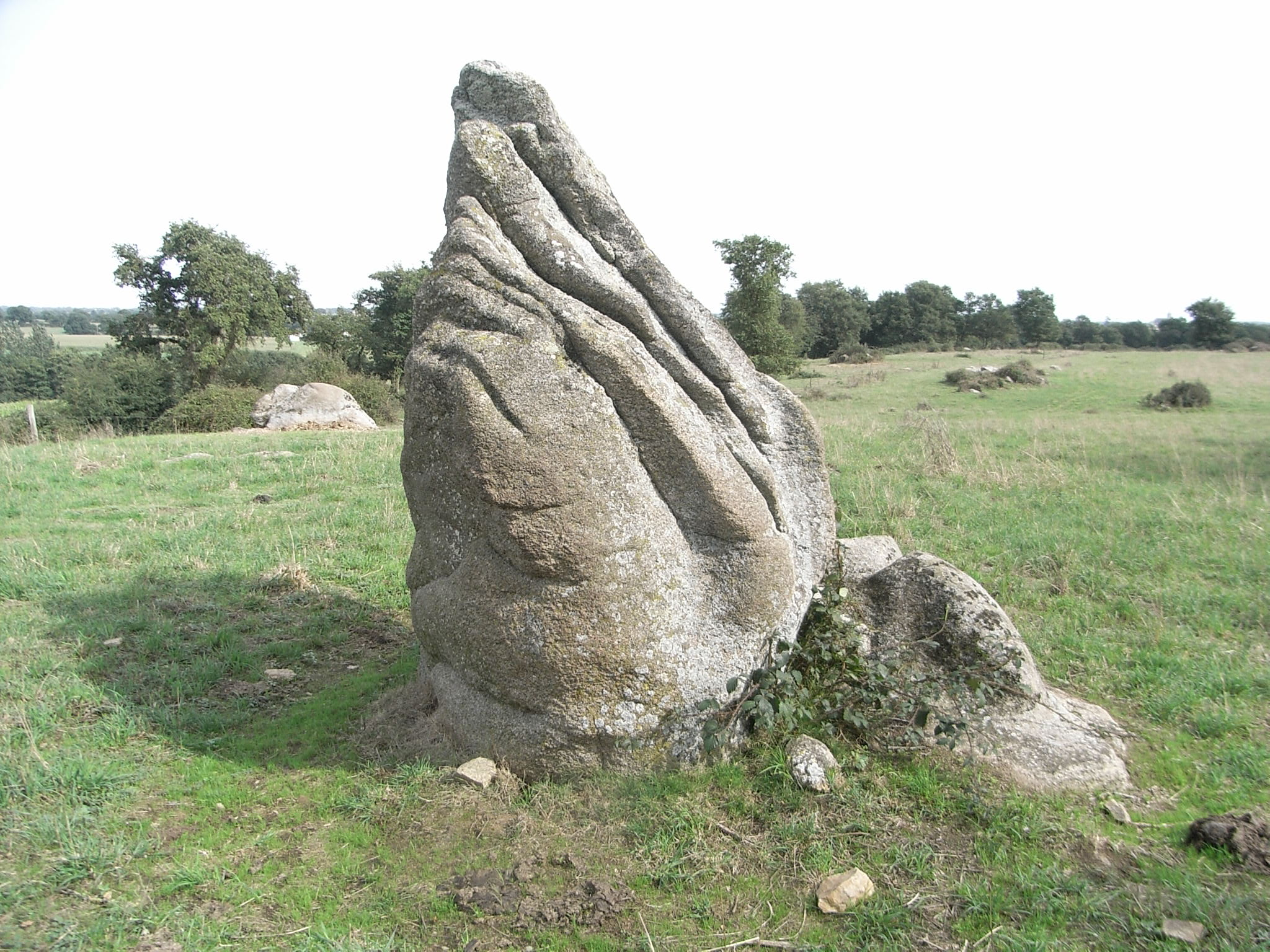
Menhir dit la pierre levée de Charbonneau.
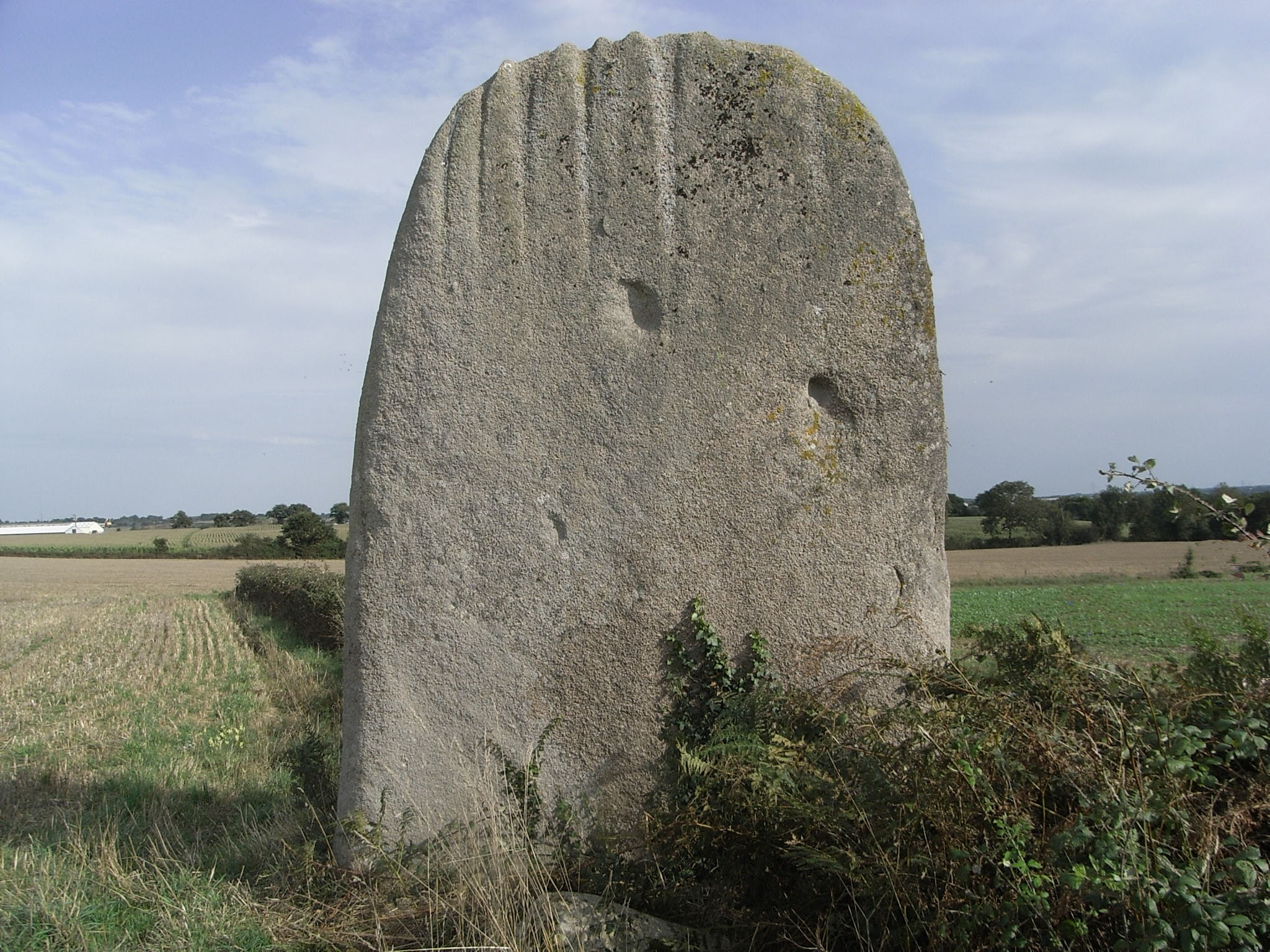
Menhir dit la pierre levée de la Bretaudière.

- Le château de la Perrinière situé en partie sur le territoire de l'ancienne commune de Saint-Germain-sur-Moine ;
- l'église Notre-Dame, du XIXe siècle.